# كاسبر هاماليانين
كاسبر هاماليانين (بالفنلندية: Kasper Hämäläinen) (مواليد 8 أغسطس 1986) هو لاعب كرة قدم فنلندي يلعب حاليًا لنادي ليغيا وارسو البولندي.

## روابط خارجية
- كاسبر هاماليانين على موقع الاتحاد الدولي (مؤرشف)  (الإنجليزية)
- كاسبر هاماليانين على موقع الاتحاد الأوربي (الإنجليزية)
- كاسبر هاماليانين على موقع قاعدة بيانات كرة القدم.إي يو (الإنجليزية)
- كاسبر هاماليانين على موقع بيانات كرة القدم. دي إي (الألمانية)
- كاسبر هاماليانين على موقع ناشيونال فوتبول تيمز (الإنجليزية)
- كاسبر هاماليانين على موقع Soccerbase.com (لاعب) (الإنجليزية)
- كاسبر هاماليانين على موقع Soccerway.com (الإنجليزية)
- كاسبر هاماليانين على موقع عالم كرة القدم.نت (الإنجليزية)
- كاسبر هاماليانين على موقع AS.com (الإسبانية)